# 秋澤美月
秋澤 美月（あきざわ みづき、1998年3月11日 - ）は、福岡県出身の日本の女優、モデル、タレント。YKエージェント所属。

## 経歴
- 2014年よりオフィスジュニアに属してTokyo Cheer2 Partyのメンバーになるも、学業優先のため2015年に活動を終了。同年より“星名美雨”という芸名で女優として活動を始めた。
- 2019年末までスカイコーポレーション所属。
- 2020年春に成城大学卒業。
- 2023年6月1日より本名の秋澤美月の名義で活動することを発表。

## 出演

### 映画
- まちぼうけ（2016年）
- 咲-Saki-（2017年2月3日、プレシディオ） - 千曲東高校 中堅 役
- きょうのキラ君（2017年2月25日、ショウゲート） - 川本美奈 役
- 犯人は吉田だっ！（2022年9月2日） - 岸田このみ 役
- 女優の卵展（2022年12月） - 星名美雨 役
- シ・ン・ラ・イ（2024年） - 乗富遥 役

### TV
- tvk 「かながわSHOWTIME」（2021年6月11日 - 7月2日）

### CM
- 服、借りホーダイ「mechakari」2016年）
- ヤマザキビスケット「チップスター」（2016年9月1日 - ）
- さぁ、満たされよう。ANIMAX on PlayStation

### ラジオ
- 下北FM（2019年6月27日） - ゲスト出演
- 八王子FM「リッチーマンのエンタメ倶楽部」（2019年7月8日・2020年10月30日） - ゲスト出演
- FM湘南ナパサ「湘南トーキング」（2020年5月4日・11日・2022年3月） - ゲスト出演
- 「もしかしてどぶろっくだけど」（2020年10月3日） - ゲスト出演
- レインボーFM「リッチーマンのエンタメ倶楽部」（2020年10月30日） - ゲスト出演
- KBS京都ラジオ「松原晋啓のクマ社長よりBUZZをこめて（クマバズ）」（2021年1月16日・23日） - ゲスト出演
- コミュニティ天神（2021年7月21日） - ゲスト出演
- FM湘南ナバサ「湘南トーキング」（2022年3月） - パーソナリティ
- 渋谷クロスFM「渋谷トーキング」（2022年3月24日） - ゲスト出演

### 雑誌
- 週刊ジョージア「drops」（2015年8月21日 - 11月21日）
- 川越氷川神社「恋あかり」（2018年8月）

### 舞台
- 明日行きの列車は今宵、満天の星の海を（2013年10月23日 - 27日）
- Juliet（2016年5月4日 - 9日、両国エアースタジオ） - 主演・芹沢彩 役
- SAKURA -JAPAN IN THE BOX（2016年9月7日 - 2017年3月31日、明治座） - CHOCO 役（高宗歩未とのダブルキャスト）
- わたなべやしき（2019年2月23日 - 24日、下北沢亭）
- 母母母と笑いなさい（2019年5月7日 - 12日、劇場MOMO）
- 従軍看護婦〜女たちの戦場〜（2019年8月6日 - 11日、シアターグリーン ビッグツリーシアター） - 主演・鈴木さちこ 役
- ホッチキス（2021年 恵比寿・エコー劇場） - ー寺田友美 役
- 時空警察（2021年11月20日 ‐ 28日、新宿村LIVE） - ー田添砂姫（黒沢砂姫） 役
- FPアドバンスプロデュース 舞台『アルブス・リベリオンー異説・坂本龍馬録ー』（2022年7月13日 - 17日、新宿村LIVE） - 比奈子 役
- エアースタジオプロデュース公演『Kiss Me You〜がんばったシンプー達へ〜』（2022年8月30日 - 9月4日、中目黒キンケロシアター） - ヒロイン・木村幸子 役
- TUFF STUFF「放課後戦記2022」（2022年11月29日 - 12月4日、Theater Mixa） - 花序敷沙秩 役
- オサエロ （2023年5月3日 - 5月8日、両国エアースタジオ） - ヒロイン・沢口夏子 役
- 陽だまりの中で（2023年9月27日 - 10月1日、ザ・ポケット） - ヒロイン・南恵子 役
- ダークなお仕事（2024年1月23日 - 28日、シアターKASSAI）
- MYANEYO（2024年3月20日〜24日、俳優座劇場） - 朴麗奈 役
- シーボルト父子伝〜蒼い目のサムライ〜（2024年8月8日〜11日、銀座博品館劇場） - ヒロイン・岩本花 役
- 東京印プロデュース「放課後のファラソド」（2024年11月13日〜17日、テアトルBONBON）
- アース製薬100周年 presents『Mother〜特攻の母 鳥濱トメ物語』（2025年3月19日 - 23日、新国立劇場 小劇場） - 鳥濱礼子 役
- WaVe'S 第9回公演 舞台『祭りのかけら』（2025年7月30日 - 8月3日、ザ・ポケット） - ヒロイン・葉月 役[3]

### MV
- 大石昌良「耳の聞こえなくなった恋人とそのうたうたい」（2016年）
- TRUE「サウンドスケープ」（2016年）
- secondrate「ただ、まっすぐに」（2019年）

### ドラマ
- FOD×dtv「花にけだもの〜second season」 - 由加 役
- オリジナル心霊ショートドラマ『プロフに霊感って書いちゃう人たち』第9.10話「お岩ちゃんと菊姫ちゃん」 - お岩 役
- 「痛快TVスカッとジャパン」（2018年7月16日） -  藤井みさき 役

- TRF【30th short film Break Down】 - 近藤ゆりえ 役
- ザ！世界仰天ニュース「梨泰院雑踏事故の真実SP」（2024年3月19日） - 大沼美咲 役
- 「上田と女が吠える夜」再現VTR （2023年8月）

### その他
- 「富士フイルムアカデミーX」モデル
- 2022ベルマーレクイーン
- 『輝け！Aqoursぬまづフェスティバル in よみうりランド』浦の星女学院 ミキ 役（2022年5月13日 - 6月5日）
- 銀山温泉本館古勢起屋 PRモデル